# 伯特·T·康布斯
伯特伦·托马斯·康布斯（英語：Bertram Thomas Combs，1911年8月13日—1991年12月4日）是一位来自美国肯塔基州的法官和政治家。曾担任肯塔基州上诉法院法官，然后于1959年当选第50任肯塔基州州长。州长任期结束后，他又获美国总统林登·约翰逊提名，于1967年至1970年间担任美国联邦第六巡回上诉法院法官。
康布斯生于克莱县，出身贫寒但学习成绩优异，从肯塔基大学获得法学学位后在普勒斯顿开设了律师事务所。第二次世界大战期间，他负责对多名日本战犯提出起诉，并因此获得勋奖，然后返回肯塔基州继续从事法律工作。1951年，州长劳伦斯·韦瑟比任命他担任肯塔基州上诉法院法官，同年他又参加该职位竞选，战胜前州长兼法官西米恩··威利斯赢得8年任期。1955年州长选举时，肯塔基州的民主党人已分裂成两个派系，其中一个派系的领导人厄尔··克莱门茨选择康布斯作为候选人，在初选中对抗另一派系领袖A·B·“哈皮”·钱德勒。康布斯演讲技巧欠佳，并且又过分坦承，因此在选举中十分被动，而信誓旦旦不会加税的钱德勒当选后面对财政上的困境，还是不得不违背自己的承诺，他的声誉也因此受到影响，反过来康布斯之前的坦承就成为选民眼中勇气和诚实的典范。在这样的情况下，康布斯于1959年再度参选州长并成功胜出。新州长上任后不久，肯塔基州通过了3%的消费税法案，用来向州内退伍军人支付奖金。如果单是这一需要，1%的消费税就已足够，所以康布斯用多余的收入来制定一系列的改革，例如扩展州内的高速公路和州立公园系统，还把许多资金投入教育事业。
卸任州长后，康布斯获约翰逊总统提名，成为联邦第六巡回上诉法院法官。任职三年后，他于1971年辞职再度参选肯塔基州州长，但在民主党初选中不敌温德尔·H·福特。1984年，康布斯同意代表肯塔基州的66个贫困校区起诉该州的公立教育融资制度。这一人称“罗斯诉优化教育委员会案”的案件导致肯塔基州最高法院宣布州内整个公立学校体系违宪。肯塔基州议会为此起草了一套人称肯塔基州教育改革法案的详尽教育措施。1991年12月3日，伯特伦·托马斯·康布斯在离开自己办公室开车回家的路上不幸遇到山洪暴发，人们次日早上在鲍威尔县罗斯林附近的红河下游河段找到了他的车和遗体，终年80岁。

## 早年生活
康布斯家族是美国最古老的欧洲裔家庭之一。族长约翰·康布斯（John Combs）于1619年到达弗吉尼亚州的詹姆斯鎮，本杰明·约翰·康布斯则在1775年从弗吉尼亚州向西抵达肯塔基州的克拉克縣。1790年，他的两位兄弟也来到肯塔基州，其中的杰克·康布斯（Jack Combs）是伯特·康布斯的曾祖父。:56
伯特·康布斯于1911年8月13日生于肯塔基州曼彻斯特，父母分别叫斯蒂芬·吉布森（Stephen Gibson）和玛莎·康布斯（Martha Combs），母亲的娘家姓叫琼斯（Jones），两人共有7个孩子。斯蒂芬是位兼职伐木的农民，支持民主党，虽然所在县的绝大部分居民都是共和党人，但他还是积极参与当地政治。玛莎是位教师，她让自己的孩子们都深切了解获得良好教育的重要性。伯特就读的第一所学校是比奇溪小学，只有两个教室。念到七年级后，父母把他和妹妹一起送到邻近的奥奈达（Oneida）就读奥奈达浸会学院，因为这里的一个学期长达8至9个月，而比奇溪的学期只有5至6个月:9。之后，伯特开始和妹妹一起每天骑着毛驴来回克莱县高中。伯特的学习成绩优异，跳了几个年级，1927年以班上毕业生代表身份毕业时还只有15岁:10。
由于家中无法承担大学学费，康布斯曾到当地药店工作，还给所在社区的许多居民打过小工:10。1929年，他在母亲的安排下到威廉斯堡一家煤炭公司工作，并进入坎伯兰学院（当时还是一所短期大学）就读:10。煤炭公司的工作并没有兑现，但康布斯还是通过在校内扫地、烧结炉攒钱，支付自己三个学期的学费:11。1930年代中期，他开始在州高速公路部门从事文员工作。这样的职位通常是由州长来授予，但由民主党控制的州议会剥夺了共和党州长弗莱姆·D·桑普森（Flem D. Sampson）的法定任命权，将权力交给由三人组成的高速公路委员会，这三人分别是民主党副州长詹姆斯·布里赛特（James Breathitt）、民主党高速公路专员本·约翰逊（Ben Johnson）和丹·塔尔博特（Dan Talbott）:12，这让身为民主党人的康布斯得以获得这份工作:8。
康布斯在高速公路部门工作了三年，以求攒够就读位于列克星敦的肯塔基大学法学院学费。在该校期间，他成为《肯塔基法律杂志》（Kentucky Law Journal）的总编。1937年，康布斯以全班第二名的成绩毕业，获得了法学士学位，还成为美国法学院优等生协会成员，这是由全美最优秀的一成法学毕业生组成的全国性荣誉团体。取得律师从业资格后，他返回曼彻斯特开始从事法律工作。毕业这年，康布斯与梅布尔·霍尔（Mabel Hall）成婚，之后有了两个孩子，分别是路依丝·安·康布斯（Lois Ann Combs）和托马斯·“汤米”·乔治·康布斯（Thomas "Tommy" George Combs）。

## 早年法律工作及二战服役
康布斯在曼彻斯特从事的法律工作虽然业务量甚佳，但收入却并不理想，对此他表示：“我在曼彻斯特的亲朋好友实在太多了，他们都希望我帮忙……我要是收钱就会伤害他们的感情。我是经手了很多案件，但却没有寄出多少帐单。”:581938年，康布斯接受了自己法学院老同学勒罗伊·康布斯（LeRoy Combs，两人姓氏相同但没有血缘关系）的邀请，加入后者父亲和叔叔在普勒斯顿开办的律师事务所工作:16，这里距他夫人在诺特县的老家更近:16。康布斯的儿子汤米出生时受过伤，并因此患有智能障礙。搬到普勒斯顿后，康布斯开办了一个面向智障人士的教学班，这一定程度上也是为了让儿子可以进入其中就读。
1943年12月22日，康布斯入伍服役，成为美国陆军二等兵并参加第二次世界大战。他在诺克斯堡接受基本训练，并加入志愿预备军官计划，由此得以在基本训练结束后立即进入预备军官学校学习:16。他曾一度被短暂分配到马里兰州阿伯丁的阿伯丁试验场教授地图学，之后再在安娜堡完成预备军官学校课程并成为美国海军执法署的一员，还获得了上尉军衔。1945年7月1日，他被派往南太平洋，在菲律宾担任战争罪行调查署总干事，由道格拉斯·麦克阿瑟将军领导，主要负责对日本战犯的起诉。1946年退伍时，康布斯获得了铜星勋章和菲律宾军事功绩勋章。
康布斯退伍后回到普勒斯顿，与·伍德福德·霍华德（J. Woodford Howard）合伙开办了霍华德与康布斯律师事务所:196。1946至1947年，他担任肯塔基州初级律师协会会长。康布斯经常在工伤赔偿案件中代表煤炭公司，在法庭上与当时煤矿工人的法律顾问，之后将成为联邦众议员的卡尔·D·珀金斯（Carl D. Perkins）对抗。

## 政治生涯
1950年，康布斯出马竞选普勒斯顿市检察官，拉开了自己从政生涯的序幕。同年晚些时候，州长劳伦斯·韦瑟比任命他填补肯塔基州第31司法区的州检察官空缺:20，不过任期只到举行新的选举时止:20。1951年4月，肯塔基州上诉法院法官罗伊·赫姆（Roy Helm）去世，韦瑟比任命康布斯填补因此产生的空缺。同年晚些时候，康布斯加入这一8年任期法官职务的竞选:59。他的对手西米恩·S·威利斯（Simeon S. Willis）是一位很受欢迎的前共和党州长，之前也曾在该法院任职:59。最终康布斯获得了7万3298票，战胜得票6万9379的威利斯:59。据乔治·罗宾逊（George Robinson）的口述历史记载，康布斯认为自己能够获胜主要有两个原因：首先，威利斯年势已高，当时已经68岁；其次，威利斯的许多支持者当时都认为这场胜利十拿九稳，所以根本就没去投票:22。

### 1955年州长选举
曾于1935至1939年担任肯塔基州州长的A·B·“哈皮”·钱德勒是肯塔基州民主党其中一个派系的领袖，他宣布自己有意参加1955年州长选举，反钱德勒派系的民主党人于是需要找到合适的候选人来对抗。起初最有可能的人选是在任副州长艾默生·“道克”·比彻姆（Emerson "Doc" Beauchamp），但比彻姆在竞选方面能力有限，并且他和洛根县之间的联系也很不利，该县政治受到一些政治老板的操纵，这些政治老板中又有些存在腐败的坏名声，对此，反钱德勒派系的民主党人感到有些犹豫。最终派系领袖，前州长兼在任联邦参议员厄尔·C·克莱门茨（Earle C. Clements）选择了康布斯，后者随即从州上诉法院辞职加入竞选。:403

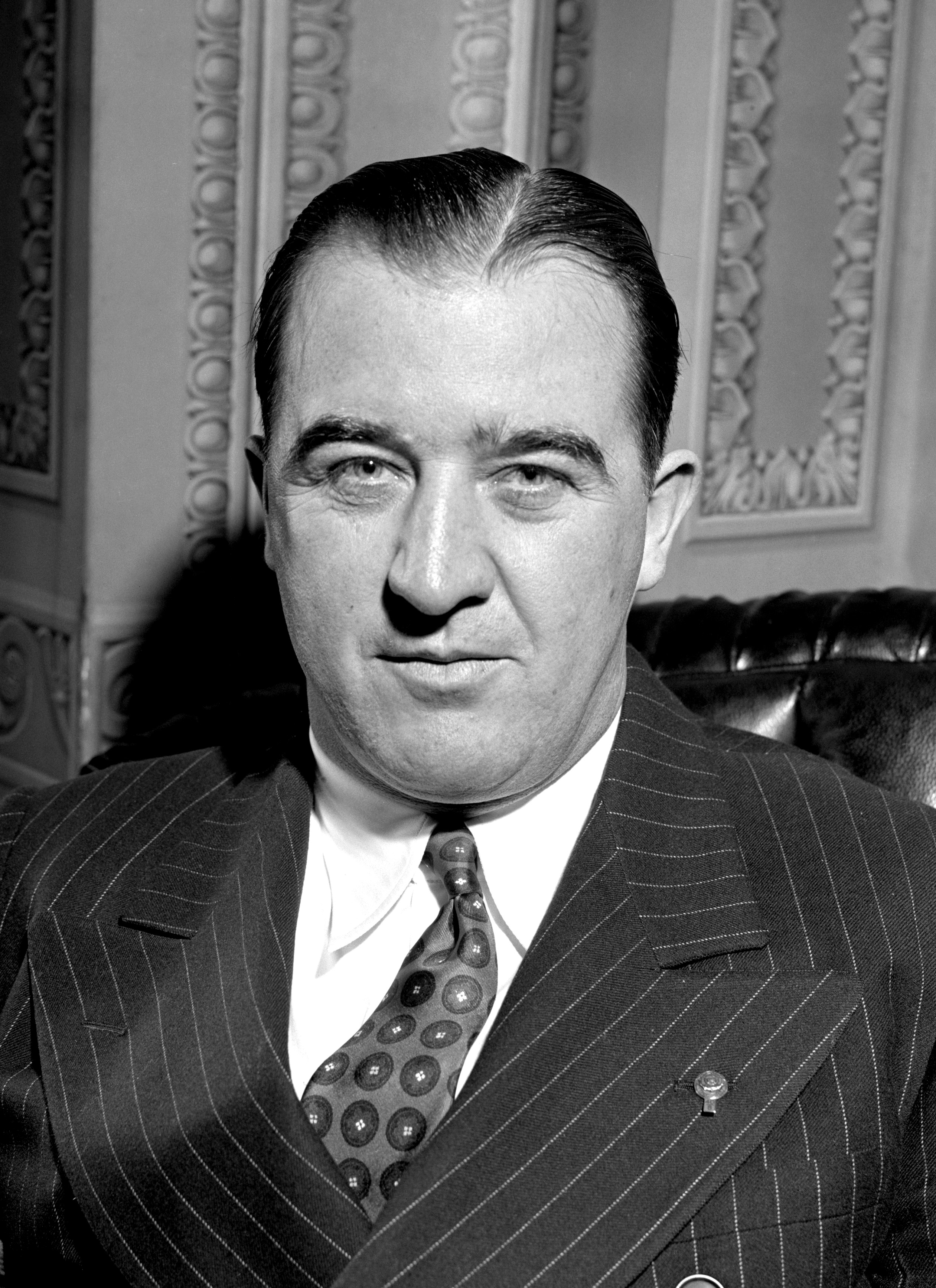
哈皮·钱德勒是康布斯在1955年州长选举中的对手。

康布斯在初选竞选期间的第一次演讲时坦言，肯塔基州需要通过新的收入渠道筹集2500万美元（相当于2025年的2.93億美元），并且还需要考虑增收消费税:403。在政治上更加纯熟的钱德勒以康布斯的提议为突破口展开进攻，声称像自己这样有经验的州长就可以在无需增税的前提下满足州的需要。还有批评认为康布斯的演讲枯燥无味，没精打采，这一定程度上是因为他是从准备好的稿子上逐字逐句地念下来的:403。道克·比彻姆之后向克莱门茨抱怨道：“你还说（我）不会演讲”:403。《路易斯维尔信使日报》（Louisville Courier-Journal）驻法兰克福分部主管休·莫里斯（Hugh Morris）表示：“康布斯的竞选在开始的当天晚上就结束了”:64。
康布斯的竞选经验不足，钱德勒于是把对手描绘成克莱门茨和韦瑟比的马前卒，并对两位前州长冠以绰号“克莱门汀”（Clementine）和“韦瑟比汀”（Wetherbine）来加以嘲笑:403。他指责两人任职期间州政府铺张浪费，特别是肯塔基州收费公路和自由厅的建设毫无必要，劳民伤财:403。钱德勒的一些指责从本质上来说更为私人化，他指控克莱门茨担任州长期间曾花费2万美元（相当于2025年的23.5萬美元）为办公室添置一张新地毯；而韦瑟比则曾使用非洲桃花心木装修办公室，而不是用“诚实可靠的肯塔基州木材”:61-62:403。虽然收据显示肯塔基州议会大厦的整个一楼也只花费了2700美元，并且韦瑟比所安排的装修从购买材料到安装都是由肯塔基州承包商包办，但钱德勒的指控仍然有效地让康布斯一方的竞选活动处在被动挨打的局面:61-62。
初选投票两周前，生于肯塔基州的前美国副总统阿尔本·W·巴克利表示支持康布斯，但后者认为这一支持为时已晚，已经起不了多大作用:65。钱德勒最初在初选中以25万9875票击败得票24万1754的康布斯，之后又在普选中获胜，第二次当选肯塔基州州长。康布斯返回普勒斯顿，开办了一家储蓄和贷款公司，并重执以前的法律工作:65。在钱德勒的四年任期里，康布斯先后多次发表演说，但除此以外都没有回到公众视野:66。与此同时，竞选期间满口承诺不会加税的钱德勒面对州预算中的资金需求，还是不得不提高包括消费税在内多个税种的税率:197。在这样的情况下，钱德勒的声誉受到打击，而康布斯则因在竞选期间坦承州内的财政需求而赢得了勇敢、豪爽和诚实政治家的名声:197。

### 1959年州长选举
肯塔基州宪法中规定，州长不能连任，钱德勒因此选择支持副州长哈里·李·沃特菲尔德（Harry Lee Waterfield）继任:406。曾执掌阿德莱·史蒂文森在1952年总统大选选举活动的威尔逊·怀亚特（Wilson Wyatt）于1958年4月9日宣布，自己有意参加1959年肯塔基州州长竞选，成为这场选举中的第一位反钱德勒派候选人:72。怀亚特获得了杰佛逊县多位领袖人物的支持，其中包括他的故乡路易斯维尔，这个县也对钱德勒持强烈反对态度:72。4天后，康布斯宣布自己再度参选，并在一周后得到克莱门茨的表态支持:72。这年剩下的大半年时间里，反钱德勒派民主党人总体上进一步分裂成支持怀亚特或康布斯的两部分:73。局面一直持续到了1959年1月，克莱门茨在路易斯维尔斯坦迪福德机场酒店召开了持续一个通宵的会议，各方在他的斡旋下达成协议，康布斯将竞选州长，而怀亚特则竞选副州长:407。为此克莱门茨向怀亚特承诺，自己会在今后的政治选举中支持他:407。
康布斯在初选中对钱德勒政府展开攻击:407。他特别提及了一个传闻，称钱德勒曾把州政府雇员薪水中的2%绩效考核奖金存入古巴银行，因此他人无法追查:407。这一传闻还表明，菲德尔·卡斯特罗通过古巴革命掌权后，钱德勒存在该国的钱也就相应打了水漂:407。对此钱德勒代表沃特菲尔德作出反击，指称康布斯是“克莱门茨的鹦鹉”:407。康布斯成功团结起反钱德勒的阵营，在初选中以2.5万票优势击败沃特菲尔德，又在普选中以18万零93票的巨大优势轻取共和党对手小约翰··罗宾逊（John M. Robsion, Jr.）。这一得票差距创下了肯塔基州州长选举的新纪录，在该州历史上的所有选举中也可以排到第2位，仅次于1932年总统大选时富兰克林·德拉诺·罗斯福战胜赫伯特·胡佛的18万5858票压倒性优势:97。康布斯是1927年弗莱姆·D·桑普森（Flem D. Sampson）当选后首位来自肯塔基州东部的州长，也是第一位当选州长的二战老兵。

### 肯塔基州州长
康布斯上任后最早的举措之一就是在1959年12月19日召开特别立法会议，考虑对1891年起生效的州宪法做出修订。如果要召开制宪大会，州议会需要在连续两次立法会议上经投票发出请求，然后再由肯塔基州选民批准。虽然法律学者几乎一致认为肯塔基州宪法急需修改，但州内选民在1931和1947年两次否决了召开制宪大会的请求，从1891年宪法生效到1959年这近70年时间里也只通过了19条修正案。康布斯打算在自己的四年任期里解决这个问题，因此仓卒召集了这次特别立法会议。州议会在特别立法会议期间很快就同意发出召开制宪大会的请求，并且随后的1960年常规立法会议期间又再度发出申请。康布斯签字同意后，是否召开大会的投票安排在1960年11月举行。最终，肯塔基州选民还是以近1.8万票之差否决了这一请求。从1891年宪法生效至今，这是肯塔基州历史上是否召开制宪大会投票中差距最小的一次。:102-103, 117, 157, 159

### 肯塔基州第一个十亿美元预算案
康布斯曾以进步主义作为自己的竞选纲领，其中包括增加对教育、高速公路、公园、工业和机场的投资等:198。肯塔基州在他当选后不久通过法案，批准收取3%的消费税，用来支付退伍军人的奖金，但这实际上只需收1%的税就已足够。康布斯还曾请求通过更高的税率用于其它事项。消费税令财政收入大幅增加，康布斯也因此主持了肯塔基州历史上第一个十亿美元预算案:408。一份研究显示，1957到1962年间，肯塔基州预算在人均支出数额上翻了一番，拨款增幅比美国其他任何州都快:408。康布斯在每一个税收资助项目完成时都会举办大型公关活动，并在演讲中宣布正是消费税才让这些项目成为可能:198。

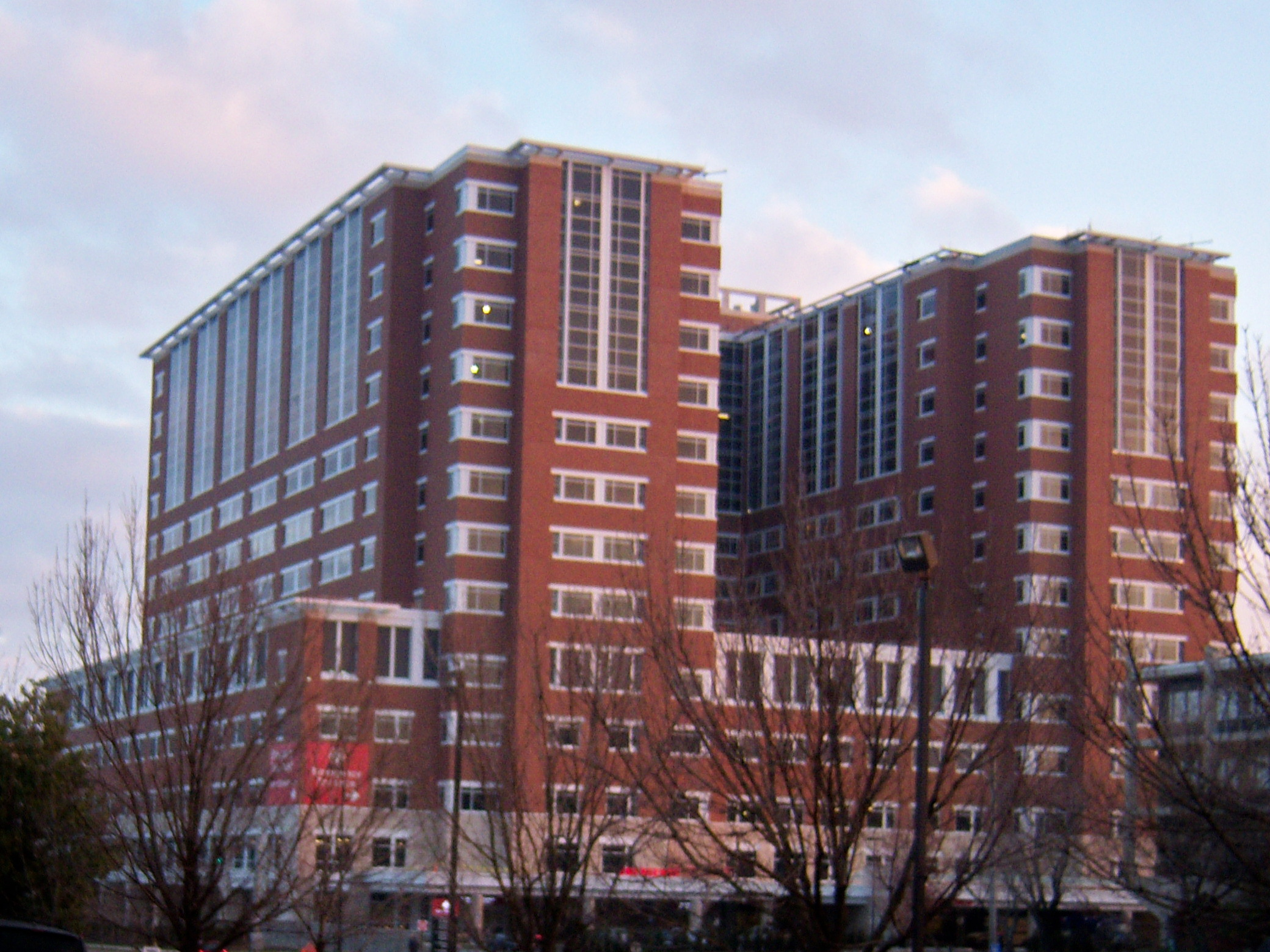
阿尔伯特·B·钱德勒医院就是用康布斯的第一份两年期预算资金建成。

1960年，肯塔基州的辍学率在全国最高，并且只有一个教室的学校数量也仅次于阿肯色州名列第二:106。全州高中毕业生进入大学就读的还不到一半:106，许多在肯塔基州任教的老师都希望到其他州工作，以期获得更高的薪水:106。1960年，肯塔基州议会通过了康布斯的两年期预算，利用新增的消费税收入把办学经费提升了15个百分点，还建立了州社区学院体系（即如今的肯塔基州社区与技术学院系统）:408。预算中拨款超过300万美元用于免费教科书，并向职业教育另外提供了200万美元:121。州立大学获得了超过500万美元用来建设新校舍，还有另外1050万美元用于阿尔伯特·B·钱德勒医院的建设，这所医院属肯塔基大学的组成部分，以康布斯的政敌钱德勒命名:120。
康布斯上任时，肯塔基州的公路状况很不理想。汽车安全基金会发现全州的联邦公路中有三分之二达不到已有交通需求的标准:106，还发现该州有20%的主要城市街道不足，另外55%的城市随着交通流量的提升而很快就会面临街道不足的困境，全州二级公路中有半数不适于现代工业交通使用:106。为了解决这些问题，康布斯发行了1亿美元债券为高速公路建设融资，还任命厄尔·克莱门茨担任州高速公路专员，负责全权监管道路问题的改善:106:408。其中一条将康布斯的故土东肯塔基州和中肯塔基州连接的山地大道之后也更名为伯特·T·康布斯山地大道来纪念他。由于得到康布斯预算的慷慨资助，肯塔基州境内的州际公路系统完成时间远比像弗吉尼亚或田纳西这样的周边州份要早:111。
州议会还通过康布斯发行1000万美元债券为州立公园建设融资的提议，以改善其中住宿条件差，设施欠齐全的情况。康布斯还发行了1000万美元的营收债券，对全部26所州立公园做出重大整修。虽然他看到公园周围有私人旅游设施像雨后春笋般涌现的梦想并没有实现，但来肯塔基州旅游的州外游客在他担任州长期间增加了超过一倍，达到全部州立公园游客人数的近六成，还在所有过夜游客中占到53%。记者约翰·埃德·皮尔斯（John Ed Pearce）回忆称，肯塔基州当地人开始抱怨，公园旅游旺季里他们很难预订到行程，因此要求对州外游客人数设限，或是在预订系统中向肯塔基州人提供优先，但政府并没有就此采取过任何实际措施。:117-118

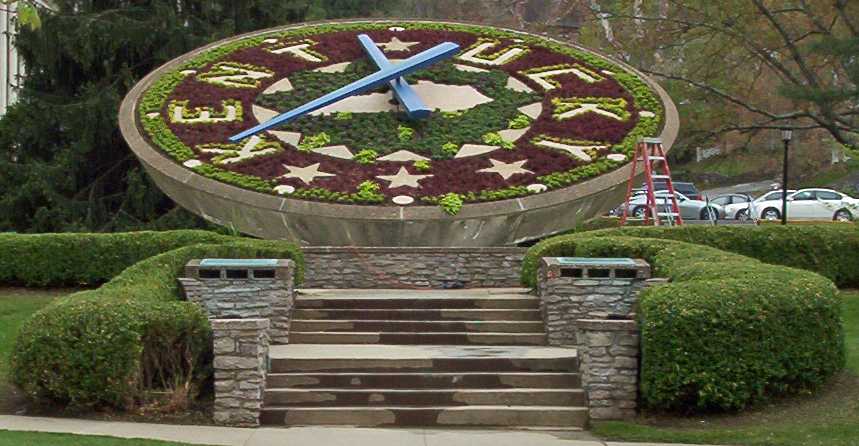
位于法兰克福的花钟。

1961年4月10日，康布斯从州长备用资金中拨出5万美元，用于在州议会大厦的草坪上建造一个花钟:135。他曾在苏格兰爱丁堡看到过类似的时钟，觉得这可以给州议会大厦增添更多姿彩:135。哈皮·钱德勒曾在之后的选举中嘲笑这个钟，称“瞧瞧看，法兰克福再也不会说，现在是下午两点半了。他们会说，现在是两朵矮牵牛到智新杂草时间”。钱德勒的嘲讽只得到了少数人的认同，据约翰·埃德·皮尔斯记载，这个花钟之后成为肯塔基州最具话题性，并且吸引游客数量最多的其中一个景点，也是法兰克福造访量最大的所在:135。

### 道德改革
康布斯针对州政府工作人员制订了考核制度，确保官员不会因政治原因获聘或是遭到解雇。这一举措吸引了更多更有能力的人从事公职:198，特别是1962年州法院在裁决中宣布，由州宪法做出具体规定的州政府雇员薪金数额可以根据通货膨胀做出调整之后:408。康布斯要求政府雇员严格遵守各项规章制度:199，他曾在得知卡特县官员赫曼·麦圭尔（Heman McGuire）曾利用职权谋取政治利益后下令对其进行审计:131。虽然他没有直接解雇麦圭尔的权力，但审计结果表明，麦圭尔的确存在盗用经费和滥用权力的问题:132。州教育委员会对此进行调查后解除了该县校董会成员的职务，新上任的校董会成员再将麦圭尔赶下了台:132。
1961年，一群来自纽波特的市民请求康布斯采取措施，对该市猖狂的犯罪行为加以严厉打击。纽波特位于坎贝尔县，与俄亥俄州的辛辛那提只隔了一条俄亥俄河，因卖淫嫖娼、赌博和非法酒类泛滥而臭名远扬。收到这些市民的宣誓书后，康布斯从酒精饮料控制部门派出探员前往该市，之后以违反酒类销售管理法的罪名处罚了6家酒吧，并指示州总检察长约翰·B·布雷肯里奇（John B. Breckinridge）以未能执行法律的罪名起诉当地4名官员。等到相关审判中有侵犯公民权利的指控浮出水面时，联邦总检察长罗伯特·弗朗西斯·肯尼迪派联邦司法部官员前来纽波特参加调查，市警长和一位巡回法院法官随后辞职，另外还有两名地方官员在之后四年里都不得再出任公职。:165, 167, 171
康布斯一些打击腐败的举措在政治上造成了不利影响，所谓的“卡车交易”（truck deal）就是其中之一。1961年，《路易斯维尔信使日报》记者凯尔·万斯（Kyle Vance）报道称，州政府打算从康布斯之前竞选团队中的一位官员那里以34万6800美元价格购买几辆矿山自卸车，这远远超出其实际价值:121。该报长期以来都是高速公路专员克莱门茨的对头，其报道中把这笔交易描绘成克莱门茨精心策划的政治回报:121。为了维护自己身为诚实州长的声誉，康布斯取消了这笔拟议中的交易:409，这让克莱门茨深感愤怒，认为州长此举无异于公开谴责:409。事件在两人间形成裂痕，之后始终都没有恢复。克莱门茨辞去了高速公路专员职务，为自己的朋友，也是之前担任联邦参议员时的同僚林登·约翰逊竞选总统奔劳:138, 150。从此以后，他没有放过任何反对康布斯的机会，甚至在1962年联邦参议员竞选期间选择支持哈皮·钱德勒来确保威尔逊·怀亚特落选，与他之前支持怀亚特的承诺形成鲜明对比:409。
康布斯组建了肯塔基州第一个人权委员会，并下令禁止全州所有公共场所的种族隔离制度。总统约翰·肯尼迪特地来信，表彰康布斯在废除种族隔离制度上所做的努力。1961年，他获得母校肯塔基大学的名誉法学博士学位；1962年2月17日，“让美国保持美丽”组织授予康布斯奖项，表彰他在清洁肯塔基州高速公路方面所做的贡献，这其中还包括一项要求主要道路附近的汽车废弃场需要用围栏围住，避免影响道路两旁景观的法案:193。
康布斯担任州长期间的其他成绩就包括：要求州选举中使用投票机，通过法案把州雇员对政府竞选的资助列入绩效考核的做法定为重罪:408。州长任期接近尾声时，康布斯选择支持爱德华··布里赛特继任。布里赛特先是在民主党初选中战胜哈皮·钱德勒，然后又在普选中击败共和党候选人路易·B·纳恩成功当选。这也是20世纪里仅有的一次肯塔基州在任州长支持的候选人最终获胜。

### 后期政治生涯
卸任州长后，康布斯回归法律工作。他是东肯塔基历史学会的创始成员兼会长，也是坎贝尔斯学院的校董会成员。1963年，他因在“智力迟钝领域的杰出贡献和领导（能力）”获得约瑟夫··肯尼迪国际奖。1964年，他成为肯塔基州杰出律师，并于这年春季在马萨诸塞大学担任政治科学系客座教授。1965年，康布斯入选肯塔基大学杰出校友名人堂。
1964年8月，康布斯谢绝了美国肯塔基西部联邦地区法院法官职位的提名:172。继任康布斯州长一职的内德·布里赛特任职期间，共和党人在路易··纳恩、马洛·库克（Marlow Cook）和威廉··考格尔（William O. Cowger）的领导下逐渐积累实力:172。共和党的崛起加上民主党的宗派之争，促使州内许多知名民主党人找到康布斯，希望他再度出山竞选州长:172，对此康布斯犹豫了一段时间，再于1966年10月公开宣布支持亨利·沃德（Henry Ward）参选:173。康布斯之后在接受历史学家乔治··罗宾逊（George W. Robinson）访谈时回忆称，自己有意参选，但当时因家庭方面的私人原因而放弃:177。沃德在初选中轻取哈皮·钱德勒和哈里·李·沃特菲尔德，但在普选中不敌路易··纳恩:173, 181。
1967年1月16日，总统林登·约翰逊提名康布斯担任联邦第六巡回上诉法院法官，接替前一年11月下旬去世的法官小沙克福尔德·米勒（Shackelford Miller, Jr.）。联邦参议院于1967年4月5日确认了这一提名。根据联邦司法部门的规定，康布斯必须清算自己的业务和银行资产，还需要严格限制与政治熟人间的接触，来避免今后可能需要作出裁决案件中的潜在利益冲突:181。他曾表示对自己上任后经手的案件经常会进一步上诉到联邦最高法院感到失望和无奈，这也经常导致上诉法院的意见得不到足够的重视:181。1970年6月5日，康布斯辞去法官职务，然后前往路易斯维尔，成为塔兰特、康布斯和布利特（之后更名为怀亚特、塔兰特和康布斯）律师事务所的合伙人:199。

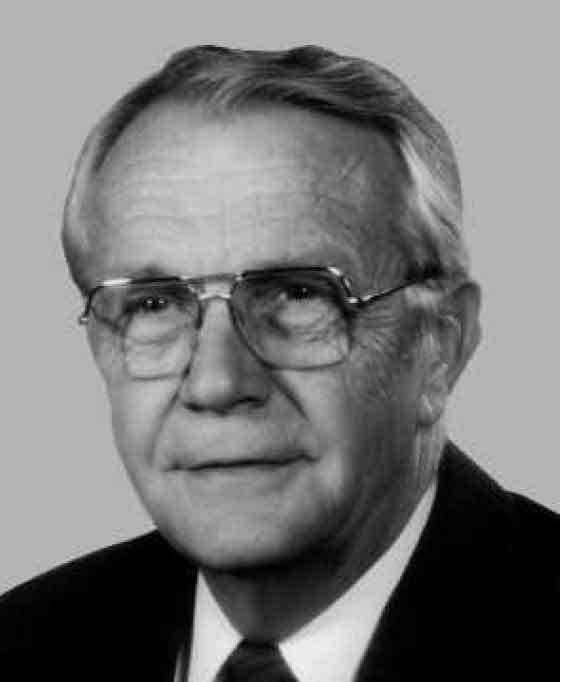
温德尔·H·福特在1971年肯塔基州州长选举民主党初选中战胜了康布斯。

纳恩的州长任期即将结束之际，肯塔基州民主党发展出分别由副州长温德尔·H·福特和州众议院议长朱利安·M·卡罗尔（Julian M. Carroll）为首的两个竞争派系:182。康布斯刚从联邦上诉法院辞职就马上有民主党领袖请他出马争夺1971年民主党州长候选人提名，让党派团结在他的周围，而不是分裂成福特和卡罗尔两派:182。1970年6月，卡罗尔宣布自己有意参选副州长，这表明他希望康布斯成为州长:182。就在康布斯还在考虑是否参选时，福特宣布加入竞争:182。几天后，康布斯也正式加入:187。
康布斯和福特各自宣布了自己的竞选纲领。康布斯鼓励州内教师更积极地参与政治，通过谈判为自己争取更高的薪水和更好的福利待遇；而福特则对教育工作者参与政治持负面态度，并主张教育上的支出增幅必须控制在州财政能够负担的范围内:188。罗宾逊在有关康布斯的口述历史中记载，当时比对手年轻13岁的福特“在电视上的形象更好”，而且州内的许多选民都觉得，康布斯辞去年薪4.25万美元的法官职位竞选年薪仅3万美元的州长一职肯定是有什么私心:188-189。州内的天主教徒也对康布斯于1969年7月18日与梅布尔·霍尔离婚仅43天后就迎娶第二任夫人海伦·克拉克·瑞克汀的做法感到不满:188，尽管两人正式离婚以前已经分居了5年之久。虽然存在这些障碍，但许多民主党人都认为康布斯将轻易击败晚辈福特，以至于初选当天全州登记的民主党选民中前去投票的还不到三分之一:189。最终福特在初选中爆冷战胜康布斯，《路易斯维尔信使日报》称这是一次“令人惊叹的失利”:189。这场选举后，康布斯曾准确地预料称，“这就是我政治生涯的终点”:415。

## 晚年
1971年初选后，康布斯退出政坛，继续从事法律工作，在法兰克福打理一间办公室。他继续代表大型煤炭公司，引起当地环保人士和作家哈里·M·考迪尔（Harry M. Caudill）的不满，考迪尔坚持认为，康布斯常做无病呻吟，明明代表的是强权一方，却故作姿态地说自己是在为弱者辩护。康布斯在农村住房和开发公司的组建上发挥了积极作用，也是高等教育委员会成员。他还曾在总统吉米·卡特的军备控制与裁军常规咨询委员会任职。
1986年5月19日，康布斯的第二次婚姻也走到了终点。1988年12月30日，他与自己的法律助理莎拉··沃尔特（Sara M. Walter）结婚。

### 罗斯诉优化教育委员会案
1984年10月3日，优化教育委员会领导人请求康布斯代理一起挑战肯塔基州学校融资制度的司法案件，声称州内贫穷学区受到了歧视:12。康布斯觉得该案胜诉希望渺茫，还可能导致自己其他客户遭到州政府官员的报复:12。他在之后表示自己并不需要这场官司，“就像一头猪（并不）需要有个侧鞍一样”。不过康布斯最终还是同意，只要优化教育委员会能说服全州30%到40%的学校董事会加入，他就接手这个案件:12:116。委员会最终说服了全部177个校董会中的66个加入:13。康布斯无偿提供了自己的法律服务，他组成的律师团中还包括克恩·亚历山大（Kern Alexander），是一位精通教育法的肯塔基州人，将于1985年11月获指派为西肯塔基大学校长:13。

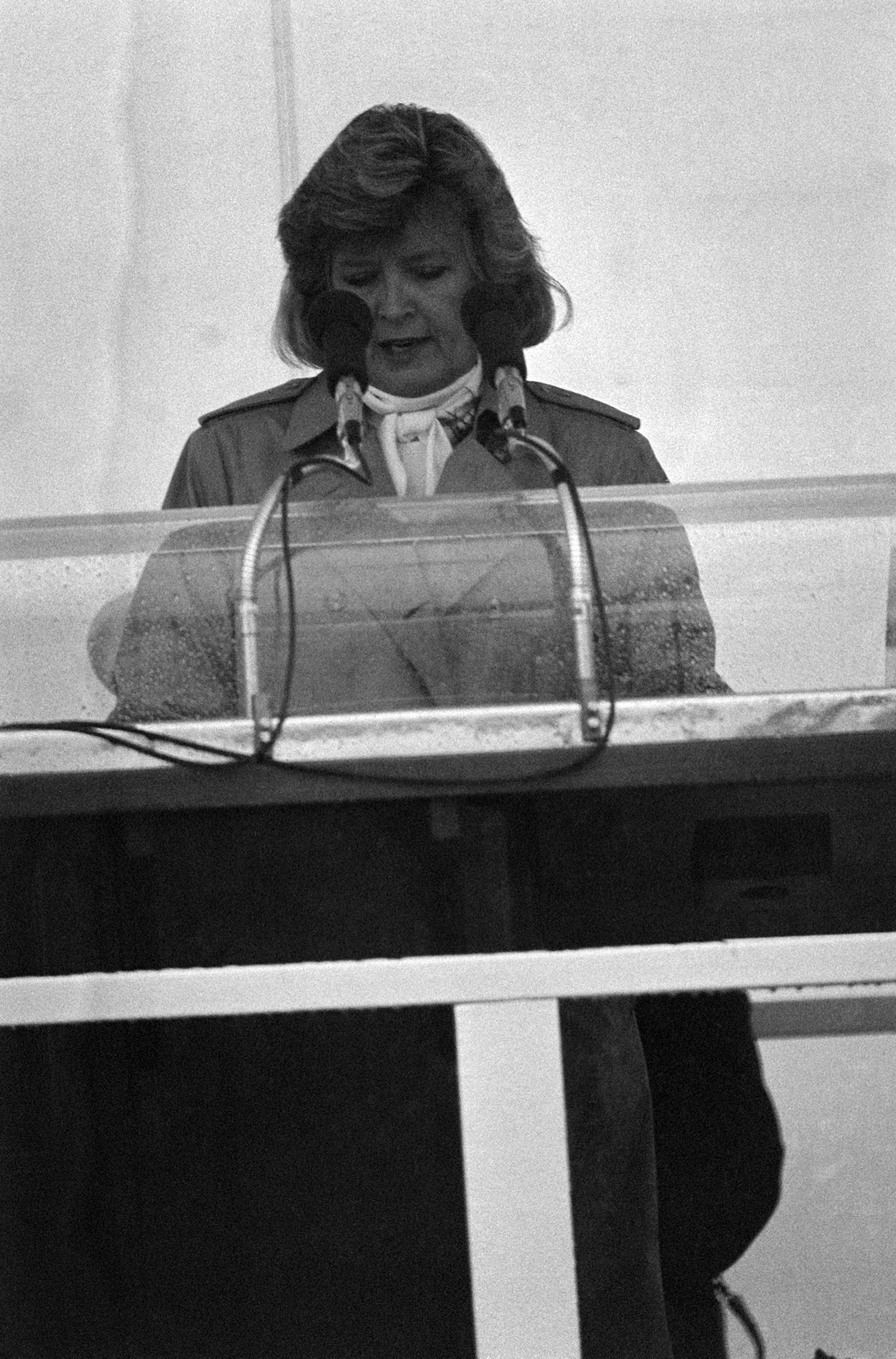
州长玛莎·莱恩·柯林斯的教育改革未能避免肯塔基州受到优化教育委员会起诉。

康布斯起初试图通过立法途径解决优化教育委员会提出的问题，这样就可能无需展开诉讼:15。1985年中期，州长玛莎·莱恩·柯林斯提出一系列的教育改革方案，并召开特别立法会议进行考量:15。议会通过征收企业所得税筹集了3亿美元，旨在建设更多的教室，减少班级学生人数和教学负担。但是，优化教育委员会希望对整个体制做出更根本的结构性调整，认为单纯靠增加拨款不足以让其成员获得与更富裕学区平等的地位:16:118。最终康布斯和委员会于1985年11月20日提起诉讼，案件人称“罗斯诉优化教育委员会案”（Rose v. Council for Better Education）:16。州长、教育总监、财务部长、议会两院议长，以及所有州教育委员会成员都成为这起案件的被告:16。
被告方起初要求以简易判决驳回起诉，但法官没有同意，案件于1987年8月4日在富兰克林县巡回法院开审。庭审期间肯塔基州选出了新的教育总监约翰·布洛克（John Brock），他宣布放弃辩护，加入到原告一方，这对被告一方构成重大打击。1988年5月31日，法官雷·科恩斯（Ray Corns）裁决原告胜诉，州公立学校融资制度既“违宪又（存在）歧视”:21。两天后，被告一方宣布将向肯塔基州最高法院上诉，但新上任的州长华莱士·G·威尔金森（Wallace G. Wilkinson）宣布他支持科恩斯法官的裁决，拒绝加入上诉行列:18, 20-22。
1988年12月7日，双方开始开庭陈述:24。辩方认为，优化教育委员会没有资格来提出起诉；康布斯反驳了这一说法，并列举数据证明，肯塔基州已是全国文盲率最高的州，以此证明不公平的融资制度对州内学生产生了不利影响:24。1989年6月8日，法院以3比2的投票结果作出判决，宣布肯塔基州的整个公立学校体系违宪，要求州议会在1990年1月召开的立法会议结束前制订替代方案:25:127。针对这场判决康布斯表示，“我的客户本只想盛几杯水就够了，但他们最终得到了满满的一桶水”:25。
法院还在裁决中规定了9个最低标准。肯塔基州议会为此通过了1990年肯塔基州教育改革法案，从根本上改变了州内的学校体系，提供平衡不同学区资金的机制，还实施了一些当时美国最严格的问责标准。康布斯对此表示：“如今，肯塔基州通过这一立法决定在教育上更进一步——我们已经踏上了实现这一目标的征途。（所以）当我们在未来十年的时间里开发出世界一流的教育体系时，请不要感到惊讶。”:25, 30-31

### 逝世和影响
1991年12月3日下午17点30分左右，康布斯离开自己的事务所开车回家，这时当地正出现山洪暴发。几个小时后，警方收到他失踪的报案。次日，人们在鲍威尔县罗斯林（Rosslyn）附近的红河（Red River）下游河段找到了他的车和遗体，经法医鉴定，他死于低体温症，遗体下葬在曼彻斯特的比奇溪公墓。
除伯特··康布斯山地大道外，克莱县于1963年建成的一座水库也命名为伯特··康布斯湖来纪念他。2007年4月20日，肯塔基州树立起两座真人大小的康布斯雕像，一座位于斯坦顿，就在以他命名的山地大道附近，另一座则在普勒斯顿的县法院内。1993年，康布斯的遗孀莎拉·沃尔特·康布斯（Sara Walter Combs）成为肯塔基州最高法院的第一位女法官，目前仍在肯塔基州上诉法院任职，其中2004至2010年还成为该法院的第一位女性首席法官。康布斯的女儿路易斯·（康布斯·）温伯格（Lois (Combs) Weinberg）曾于2002年参选肯塔基州联邦参议员，争夺在任参议员米奇·麦康诺的席位，但最终没有成功。

## 扩展阅读
- Combs, Bert. . Harvard Journal on Legislation. 1991, 28 (2): 367–378.
- Robinson, George William. . Lexington, Kentucky: The University Press of Kentucky. 1979. ISBN 0-8131-0604-4.

| 官衔               | 官衔                          | 官衔                     |
| ------------------ | ----------------------------- | ------------------------ |
| 前任： 哈皮·钱德勒 | 肯塔基州州长 1959–1963        | 繼任： 爱德华·T·布里赛特 |
| 政党职务           |                               |                          |
| 前任： 哈皮·钱德勒 | 民主党肯塔基州州长候选人 1959 | 繼任： 爱德华·T·布里赛特 |